# Igon
Igon (okzitanisch: Aigon) ist eine französische Gemeinde mit 1.008 Einwohnern (Stand: 1. Januar 2022) im Département Pyrénées-Atlantiques in der Region Nouvelle-Aquitaine (vor 2016: Aquitanien). Sie gehört zum Arrondissement Pau und zum  Kanton Vallées de l’Ousse et du Lagoin (bis 2015: Kanton Nay-Est). 

## Geographie
Igon liegt etwa 18 Kilometer südsüdöstlich von Pau am Fluss Gave de Pau, der die Gemeinde im Osten begrenzt. Umgeben wird Igon von den Nachbargemeinden Nay im Norden und Nordwesten, Coarraze im Norden und Osten, Montaut im Südosten, Lestelle-Bétharram im Süden sowie Asson im Westen und Südwesten.

## Bevölkerungsentwicklung
| Jahr                      | 1962 | 1968 | 1975 | 1982 | 1990 | 1999 | 2006 | 2013 |
| Einwohner                 | 602  | 752  | 708  | 743  | 792  | 820  | 903  | 933  |
| Quelle: Cassini und INSEE |      |      |      |      |      |      |      |      |

## Sehenswürdigkeiten
- Kirche Saint-Vincent aus dem 16. Jahrhundert

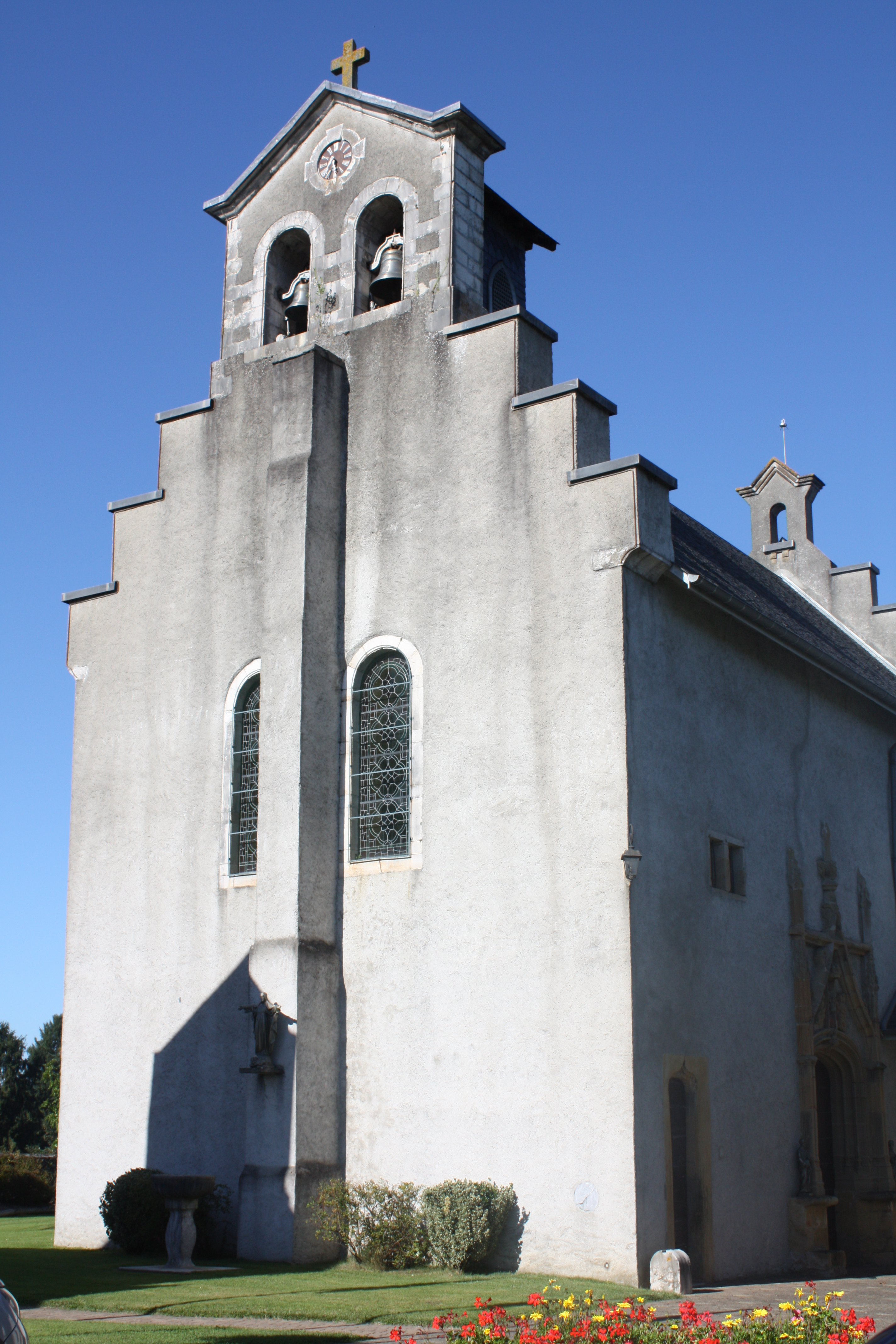
Kirche Saint-Vincent